# Premier League (Mauritanië)
De Ligue 1 Mauritania is de hoogste voetbaldivisie in Mauritanië. Sinds 1976 wordt de competitie zelfstandig georganiseerd. De veertiendeelnemende clubs spelen een complete competitie om te bepalen wie zich landskampioen mag noemen.

## Clubs 2011
- ASAC Concorde
- ASC El Ahmedi
- ASC Imraguens
- ASC Kédia
- ASC Ksar
- ASC Police
- ASC Tevragh-Zeïna
- CF Cansado
- FC Nouadhibou

## Kampioenschappen[1]
- 1976 : ASC Garde Nationale
- 1977 : ASC Garde Nationale
- 1978 : ASC Garde Nationale
- 1979 : ASC Garde Nationale
- 1980 : geen kampioenschap
- 1981 : ASC Police
- 1982 : ASC Police
- 1983 : ASC Ksar
- 1984 : ASC Garde Nationale
- 1985 : ASC Ksar
- 1986 : ASC Police
- 1987 : ASC Police
- 1988 : ASC Police
- 1989 : geen kampioenschap
- 1990 : ASC Police
- 1991 : ASC Police
- 1992 : ASC Sonader Ksar
- 1993 : ASC Sonader Ksar
- 1994 : ASC Garde Nationale
- 1995 : ASC Sonalec
- 1996 : geen kampioenschap
- 1997 : geen kampioenschap
- 1998 : ASC Garde Nationale
- 1999 : SDPA
- 2000 : ASC Mauritel Mobile FC
- 2001 : FC Nouadhibou
- 2002 : FC Nouadhibou
- 2003 : ASC Nasr de Sebkha
- 2004 : ASC Ksar
- 2005 : ASC Nasr de Sebkha
- 2006 : ASC Mauritel Mobile FC
- 2007 : ASC Nasr de Sebkha
- 2008 : ASAC Concorde
- 2009 : CF Cansado
- 2010 : CF Cansado
- 2011 : FC Nouadhibou
- 2012 : FC Tevragh-Zeina
- 2013 : FC Nouadhibou